# Mesoleptus opulentus
Mesoleptus opulentus là một loài tò vò trong họ Ichneumonidae.